# Бешуйские копи
Бешуйские копи - небольшое угольное месторождение в Бахчисарайском районе Крыма в долине реки Чуин-Елга на северном склоне горы Бешуй-Шор рядом с упраздненным поселком Шахты. Добыча угля велась с 1919 года и была прекращена на рубеже 1940-50-х годов. Помимо топливного угля добывался также поделочный уголь - гагат. Вывоз угля осуществлялся с помощью построенной в 1920 году железной дороги.